# Andreas Dieck

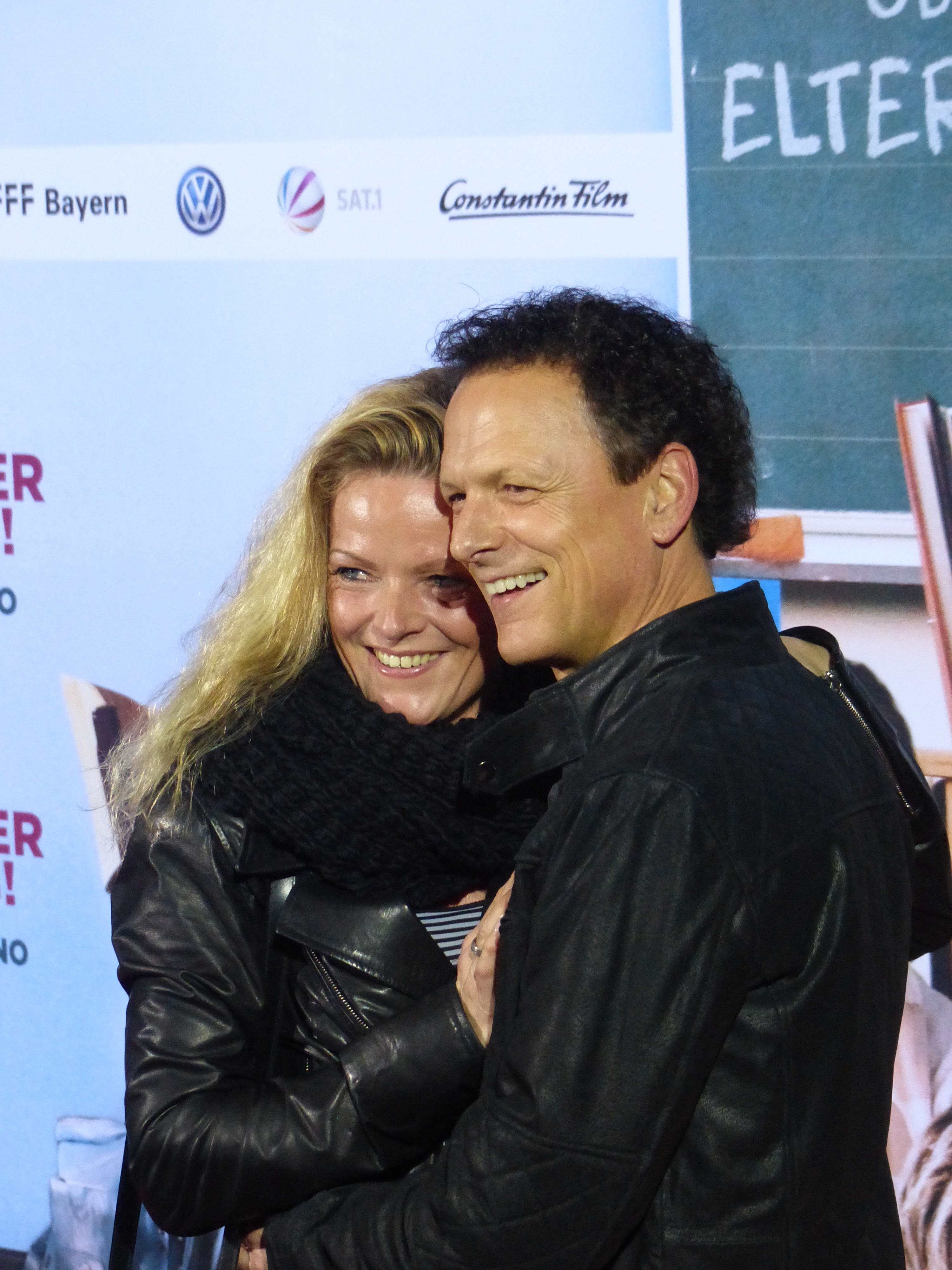
Andreas Dieck mit Freundin Andrea Alessandri bei der Kinopremiere von „Frau Müller muss weg!“, Januar 2015, Cinedom Köln

Andreas Dieck ist ein deutscher Radio- und Fernsehmoderator.

## Karriere
Andreas Dieck arbeitete als Moderator der RTL-Sendung Exclusiv – Das Star-Magazin. In Köln absolvierte er ein Sport-Studium und kam durch den Studien-Schwerpunkt Publizistik mit dem Fernsehen in Kontakt. Zunächst war für die ZDF-Sportredaktion und den WDR tätig, bevor er 1988 zu RTL wechselte. Sein Aufgabenbereich waren dort die Moderation der Sportnachrichten und anderer Sport-Formate, Live-Kommentator sowie Reporter bei mehreren Olympischen Spielen.
Nach zehn Jahren wechselte Dieck hausintern zu Exclusiv – Das Star-Magazin bei RTL, wo er als Moderator und Chef vom Dienst im Einsatz war. Seit 2003 ist er als selbstständiger Moderator und Journalist tätig. In der Sportredaktion von DW TV präsentiert er an den Wochenenden den „Sport im Journal“. Daneben ist er für verschiedene Sender als Film-Autor und Programm-Entwickler aktiv.
Seit 2004 ist Andreas Dieck auch als Mediencoach tätig. Er trainiert Journalisten, Fernsehmoderatoren sowie Sport- und Wirtschaftsvertreter. 
Während seines Sport-Studiums leitete er eine eigene Windsurfing-Schule auf der griechischen Insel Mykonos und arbeitete in den Wintermonaten als Skilehrer.

## Schauspiel (Fernsehen)
- RTL – Hinter Gittern, Folgen Blind Date und Bitterer Sieg
- RTL – Alarm für Cobra 11, Folge Hetzjagd

## Autor/Moderation (Fernsehen)
- WDR Fernsehen – Autor:
  - Aktuelle Stunde Sport
- RTL Television – (Moderation):
  - Exclusiv – Das Star-Magazin
  - Exclusiv Weekend
  - Exclusiv Kino
  - RTL Aktuell Sport
  - Boxen Extra
  - Tennis Extra
  - Anpfiff Extra
  - Champions League Magazin
- Deutsche Welle TV – Moderation:
  - Sport im Journal